# Temporada 1859-1860 del Teatre Principal

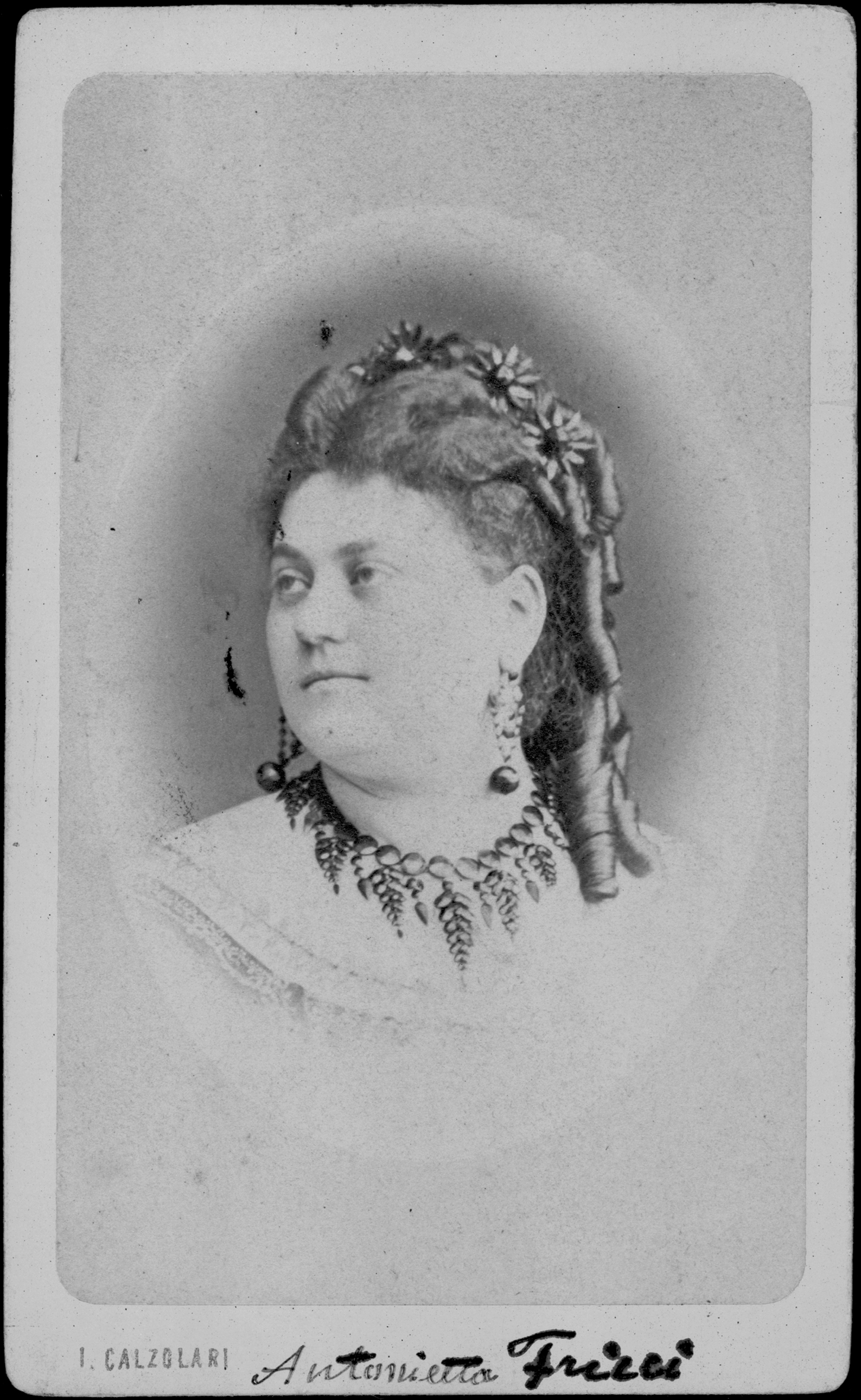
Antonietta Fricci

La temporada 1859-1860 del Teatre Principal de Barcelona va comptar amb els següents artistes de la companyia lírica italiana:
- Mestre director musical: Mateu Ferrer
- Director d'orquestra: Josep Viñas
- Sopranos primeres: Antonietta Fricci, Amalia Corbari
- Sopranos segones: Antonietta Aguiló
- Mezzosoprano primera: Rita Giordano
- Mezzosoprano segona: Carolina Donatutti
- Primers tenors: Ludovico Grazziani, Pedro Neri-Baraldi
- Segon tenor: José Gómez
- Baríton: Luis Walker
- Baix primer: Luis Ruiz, Angel Esucder
- Baix segon: Ulisse Ardavani[1]

La temporada va començar a mitjans d'octubre del 1859 i va acabar a finals de maig de 1860. Es van cantar successivament les següents òperes: I Puritani, Rigoletto, Il giuramento, La sonnambula, Poliuto, La traviata, Il nuovo Mosè, La favorita, Lucia di Lammermoor, Norma, Martha (estrena a Espanya), Lucrezia Borgia, Il barbiere di Siviglia, Attila i alguna altra que només es va representar una sola vegada.
Els principals cantants foren:
- Antonietta Fricci, soprano de veu escassa i amb un timbre una mica opac, però d'un estil de cant correcte i de bon gust, amb molt de sentiment i neta execució. No obstant aquests dots, en els passos d'agilitat va produir poc efecte, per no tenir la seva veu prou finor i sonoritat.
- Amalia Corbari, soprano amb dots i facultats ja conegudes, ja que havia cantat al Liceu. Però la veu d'aquesta artista havia perdut notablement, i no va poder sostenir-se i va haver de rescindir el contracte després de la segona representació de Rigoletto.
- Eugenia Julienne-Dejean, soprano, que encara que hagués patit també algun deteriorament en les cordes mitjanes del seu òrgan vocal, gràcies al fet que conservava tota la força i brillantor en les agudes i als seus bons dots artístics es va sostenir amb general aplaudiment.